# Neitersen
Neitersen est une municipalité allemande située dans le land de Rhénanie-Palatinat et l'arrondissement d'Altenkirchen (Westerwald).

## Population
Développement de la population (31 décembre):
| - 1815 – 298 - 1835 – 330 - 1871 – 438 - 1905 – 549 - 1939 – 605 - 1950 – 726 | - 1961 – 798 - 1965 – 822 - 1970 – 818 - 1975 – 763 - 1980 – 762 - 1985 – 724 | - 1987 – 736 - 1990 – 775 - 1995 – 811 - 2000 – 847 - 2005 – 835 - 2008 – 834 |

 Source: Statistisches Landesamt Rheinland-Pfalz

## Source
- (de) Cet article est partiellement ou en totalité issu de l’article de Wikipédia en allemand intitulé « Neitersen » (voir la liste des auteurs).